# Günther Baechler

Günther Baechler (2017)

Günther Baechler (* 15. Juli 1953 in Basel) ist ein Schweizer Diplomat, Politologe und Maler.

## Leben
Günther Baechler studierte nach der Matura von 1975 bis 1979 an der Kunsthochschule Basel Kunst- und Kunstgeschichte mit dem Abschluss zum Lehrer für Bildende Kunst. Seine Lehrer waren u. a. Lenz Klotz, Hans Hartmann und Paolo Pola, die von der sogenannten Bündner Schule und damit stark von Alberto Giacometti geprägt waren. Von 1980 bis 1986 studierte er an der Freien Universität Berlin Geschichte und Politologie mit den Schwerpunkten internationale Beziehungen, Konfliktforschung, Sicherheitspolitik, Rüstungskontrolle und Ost-Westkonflikt. Diese Studien schloss er 1986 mit seiner Diplomarbeit über Die Konventionalisierung der NATO-Strategie in Europa ab. Die beiden nächsten Jahre arbeitete er als Forschungsassistent am Institut für Friedensforschung und Sicherheitspolitik an der Universität Hamburg.
1988 wurde er zum Direktor des neu gegründeten Schweizerische Friedensstiftung in Bern berufen. Unter seiner Leitung, die er bis Ende 2000 wahrnahm, wurde die Friedensstiftung zu einer öffentlich unterstützten Institution für akademische Forschung, Mediation und aussenpolitische Beratung. Parallel dazu war er von 1989 bis 1993 zusammen mit Kurt R. Spillmann Forschungsassistent an der Eidgenössischen Technischen Hochschule Zürich. 1993/1994 war er im Auftrag des schweizerischen Aussenministeriums zur Überwachung des Referendums in Eritrea und als Wahlbeobachter der ersten freien Wahlen in Südafrika tätig. 1996 war er während eines Sabbaticals als Fellow am J.F. Kennedy Institute der Harvard University in Cambridge MA eingeschrieben. In dieser Zeit liess er sich zum Mediator ausbilden. 1997 wurde er an der Universität Bremen bei Dieter Senghaas mit summa cum laude zum Dr. rer. pol. promoviert. In den folgenden sechs Jahren lehrte er Friedens- und Konfliktforschung an der Universität Bern.
Im Januar 2001 wurde er in der Direktion für Entwicklung und Zusammenarbeit des Eidgenössischen Departements für Auswärtige Angelegenheiten (EDA) zum Leiter der Fachsektion Konfliktprävention und Transformation. Die Thematik der Konfliktbearbeitung und der Fragilen Staatlichkeit wurde in allen Länderprogrammen der Entwicklungszusammenarbeit, der Humanitärien Hilfe und der Ostzusammenarbeit eingeführt. Ab April 2004 wurde er von der Abteilung Menschliche Sicherheit des EDA als Friedensvermittler in zahlreiche Konfliktregionen entsandt; u. a. nach Nepal und in den Sudan (Darfur).
Im August 2010 wurde Baechler zum ausserordentlichen Botschafter der Schweiz für Georgien mit einer Seitenakkreditierung in Armenien ernannt. Gleichzeitig war er für das Schutzmachtmandat der Schweiz für die Russische Föderation in Georgien zuständig. Im Jahr 2016 war er für den deutschen Vorsitzenden der OSZE, Aussenminister Frank-Walter Steinmeier, als Spezialgesandter für den Südkaukasus tätig. 2017 und 2018 war er in gleicher Funktion für die OSZE-Vorsitzenden von Österreich und von Italien aktiv.
Im August 2018 trat er vom aktiven diplomatischen Dienst zurück. Er ist weiterhin für das EDA und die OSZE in der Beratung in einzelnen Konfliktregionen tätig.
Im September 2018 eröffnete er mit seiner Frau Maren Haartje Baechler den Kunsthof Holm als Kunstgalerie. Im Juni 2019 stellte er in Holm zum ersten Mal einige seiner seit 2018 entstandenen grossformatigen Bilder in der Ausstellung «Wellenberge so hart wie Gestein» aus.
Im Juli 2019 wurde er zum Mitglied des Stiftungsrates der Berghof Foundation Berlin ernannt.

## Veröffentlichungen (Auswahl)
- mit Silvia Buol, Verena Wyler: Schule und Museum. Im Bündner Kunstmuseum. Einführung in den abstrakten Expressionismus. In:  Bündner Schulblatt = Bollettino scolastico grigione = Fegl scolastic grischun. 37. Jg. (1977–1978). Heft 4. doi:10.5169/seals-356555#412
- Die politische Debatte in der Bundesrepublik über eine Konventionalisierung der NATO-Posture.  Berliner Projektverbund der Berghof-Stiftung für Konfliktforschung, Berlin (West) 1985. Digitalisat
- Gerd Michelsen (Hrsg.): Die Zukunft der Bundesrepublik. Szenarien und Prognosen. Eine Publikation des Öko-Instituts Freiburg/Breisgau. Mit Szenarien von Günther Baechler. Rasch und Röhrig, Hamburg 1988, ISBN 3-89136-175-0.
- Friedensfähigkeit von Demokratien, Demokratisierung der Sicherheitspolitik und strukturelle Angriffsunfähigkeit. Ein Beitrag zur Demokratieproblematik in der Sicherheitspolitik. Institut für Friedensforschung und Sicherheitspolitik der Universität Hamburg, Hamburg 1988. (= Hamburger Beiträge zur Friedensforschung und Sicherheitspolitik.)
- (Hrsg.): Friedens- und Konfliktforschung in Zeiten des Umbruchs. Peace and Conflict Research in Times of Radical Change. Rüegger, Zürich 1992.
- (Hrsg.): Friede und Freiheit. Die Schweiz in Europa. Rüegger, Zürich 1992.
- mit Maren Haartje: Grenzen der internationalen Friedenbemühungen um Jogoslawien. In: Neue Wege. Zürich 1992, S. 182–186.doi:10.5169/seals-143698#210
- Conflict and cooperation in the ight of global human-ecological transformation. Center for Security Studies and Conflict Research, Zürich 1993.
- Warum schweizerische Blauhelme? Grundlagenpapier und Ergebnisse einer Meinungsumfrage anlässlich der Medienkonferenz der Schweizerischen Friedensstiftung Bern, am 17. Februar 1994, Hotel Bern. Schweizerische Friedensstiftung, Bern 1994.
- (Hrsg.): Beitreten oder Trittbrettfahren? Die Zukunft der Neutralität in Europa. Rüegger, Chur 1994.
- Cohérence et cohésion dans la coopération au développement. In: L’Annuaire suisse de politique de développement. 1995, S. 174–176.
- mit Kurt R. Spillmann: Kriegsursache Umweltzerstörung. Abschlussbericht des Environment and Conflict Project ENCOP. 3 Bände. Rüegger, Zürich 1996.
- Zivile Konfliktbearbeitung in Afrika. Grundelemente für die Friedensförderungspolitik der Schweiz. SFS, Bern 1998. ISBN 978-3-908230-32-8.
- Aide humanitaire, politique de sécurité et prévention des conflits. In: L’Annuaire suisse de politique de développement. 1999, S. 39–49.
- Zwischen dem Verbrecher und der Polizei neutral sein? Nachbetrachtungen  zur NATO-Intervention und zum Absterben der Neutralität. In: Jürg Martin Gabriel (Hrsg.): Schweizerische Aussenpolitik im Kosovo-Krieg. Orell Füssli, Zürich 2000, ISBN 3-280-02814-0. S. 41–62.
- Die Umwelt. Konfliktbearbeitung und Kooperation. Agenda-Verlag, Münster 2001, ISBN 3-89688-110-8. (=Studien für europäische Friedenspolitik)
- Promoting peace. The role of civilian conflict resolution. Staempfli, Bern 2002, ISBN 3-7272-9033-1.
- Nepal building new roads to peace. Jagadamba Press, Lalitpur 2008.
- mit Guy Jost: Building Democracy. Essays and Images from Georgia. Cézannes Publishing House, Tbilisi 2015, ISBN 978-9941-0-7869-9.
- Kriegsgefahren in Europa mit kooperativer Sicherheit begegnen. In: Neue Zürcher Zeitung vom 17. Januar 2020. Digitalisat abgerufen am 10. August 2020